# Verzückung der heiligen Theresa

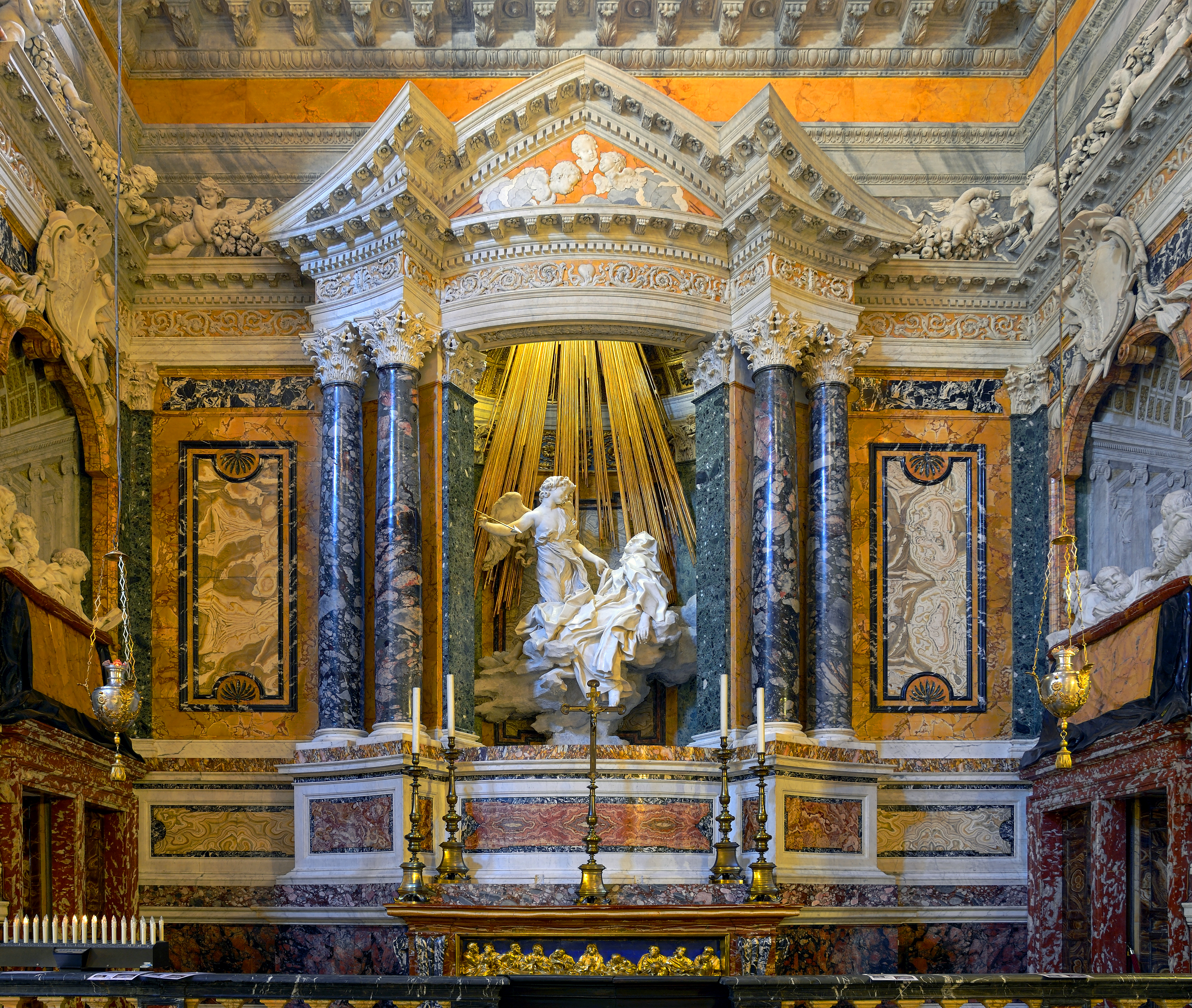
Die Verzückung der heiligen Teresa

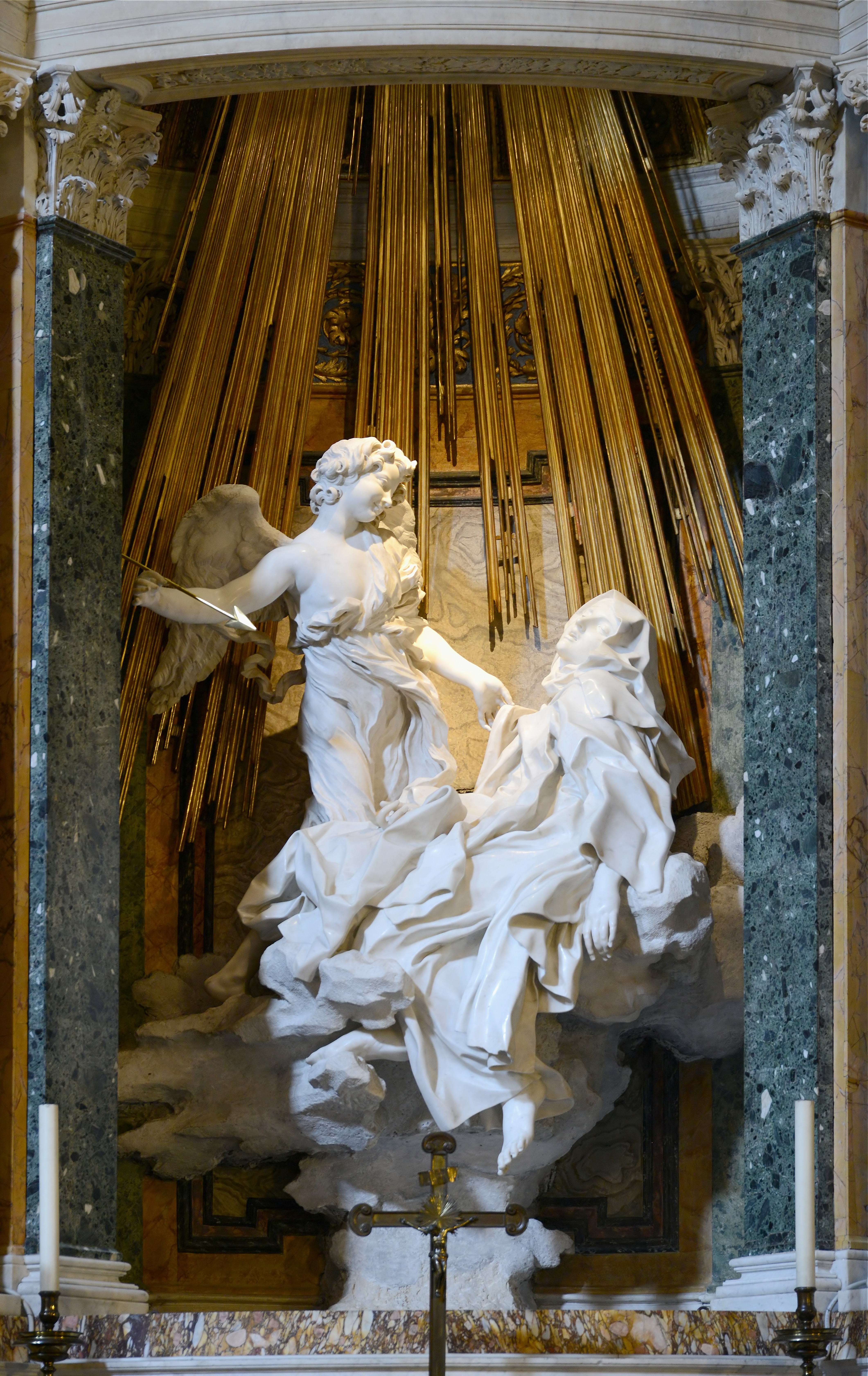
Detailansicht

Die Verzückung der heiligen Teresa (auch Die Entrückung der heiligen Teresa genannt) ist eine Frontalskulptur von Giovanni Lorenzo Bernini. Das zwischen 1645 und 1652 entstandene 350 cm hohe Meisterwerk aus weißem Carraramarmor fasst mehrere Begebenheiten, von denen die Heilige in  ihrem Selbstbekenntnis berichtet, zu einer Szene zusammen. Die Skulptur befindet sich heute im linken Querarm der Kirche Santa Maria della Vittoria in Rom, der Cornaro-Kapelle. Sie zeigt die heilige Teresa im Augenblick ihrer Vision, bei der ihr ein Engel mit dem Pfeil der göttlichen Liebe das Herz durchbohrt.
Teresa hatte dieses Erlebnis in ihrer Autobiografie mit den folgenden Worten beschrieben:
„Unmittelbar neben mir sah ich einen Engel in vollkommener körperlicher Gestalt. Der Engel war eher klein als groß, sehr schön, und sein Antlitz leuchtete in solchem Glanz, daß er zu jenen Engeln gehören mußte, die ganz vom Feuer göttlicher Liebe durchleuchtet sind; es müssen jene sein, die man Seraphe nennt. In der Hand des Engels sah ich einen langen goldenen Pfeil mit Feuer an der Spitze. Es schien mir, als stieße er ihn mehrmals in mein Herz, ich fühlte, wie das Eisen mein Innerstes durchdrang, und als er ihn herauszog, war mir, als nähme er mein Herz mit, und ich blieb erfüllt von flammender Liebe zu Gott. Der Schmerz war so stark, daß ich klagend aufschrie. Doch zugleich empfand ich eine so unendliche Süße, daß ich dem Schmerz ewige Dauer wünschte. Es war nicht körperlicher, sondern seelischer Schmerz, trotzdem er bis zu einem gewissen Grade auch auf den Körper gewirkt hat; süßeste Liebkosung, die der Seele von Gott werden kann.“
Der Altar ist wie eine Theaterbühne gestaltet – ein Eindruck, der durch die links und rechts angeordneten Logen, von denen aus Angehörige der Familie Cornaro das heilige Geschehen mit ganz unterschiedlichen Emotionen betrachten, noch verstärkt wird. Die Lichteffekte und die intensive Farbigkeit des verwendeten Steins fokussieren die Aufmerksamkeit auch der Betrachter auf die Darstellung und beziehen sie so in das Geschehen mit ein.
Der wie ein Tabernakel aufgebaute Rahmen um die Figurengruppe spielt gleichermaßen auf die Eucharistie als auch auf den Ort des Geschehens an. (Allgemein wird angenommen, dass Teresa ihre Visionen im Chorraum der Kirche Convento de la Encarnación in Avila erhalten hat.)
Einige Kunsthistoriker erwogen die Möglichkeit einer sexuellen Deutungsweise der Skulptur. Friedrich Müller etwa beschrieb sie in seinem Werk Die Künstler aller Zeiten und Völker (1857) als
„eine Gruppe, in welcher die Heilige in hysterischer Ohnmacht, mit gebrochenem Blick, auf einer Wolkenmasse liegend, ihre Glieder streckt, während ein lüsterner Engel mit dem Pfeil (hier dem Sinnbild der göttlichen Liebe) auf sie zielt“
Der Gerichtsmediziner und Sexualforscher Richard von Krafft-Ebing führte das Werk in seiner Psychopathia sexualis als Beispiel für die „oft konstatierte Verwandtschaft von Religion, Wollust und Grausamkeit“ an.
Egon Friedell schreibt in seiner Kulturgeschichte der Neuzeit (1931) über die Kunst des Barock:
„Schließlich vereinigen sich Erotik, Algolagnie und Sehnsucht nach dem Übernatürlichen zu jener bizarren Mischung, deren überwältigendster Ausdruck Berninis Heilige Therese ist, ein Werk, das zugleich ewig denkwürdig bleiben wird durch die sublime Kunst der raffiniertesten Illusionswirkungen, wie sie sonst nur die Bühne erreicht. Es ist ganz ohne Zweifel eine tief religiöse Konzeption; und doch spürt man überall, in der Gesamtkomposition wie im Arrangement jeder Einzelheit, geheime Schminke und Rampe.“

## Rezeption
Dan Brown lässt eine Episode seines Romans Illuminati in der Kirche Santa Maria della Vittoria spielen, in der sich die Statue befindet.